# 哈斯德鲁巴·巴卡
哈斯德鲁巴·巴卡（拉丁語：Hasdrubal Barca；布匿语：𐤋𐤏𐤁𐤓𐤆𐤀‬ ；前245年—前207年）又称哈斯德鲁巴二世（Hasdrubal II），迦太基将领。他是哈米尔卡·巴卡的次子、汉尼拔的弟弟。
前218年，汉尼拔远征意大利之际，哈斯德鲁巴被留在新迦太基，經略西班牙。此后八年之间，多次抵御罗马军队的侵犯。
前207年，哈斯德鲁巴为了支援汉尼拔，率军翻越阿尔卑斯山。在梅陶罗河战役被罗马军团伏击，战败阵亡。